# Crassitoniella
Genre
Crassitoniella est un genre de mollusques gastéropodes appartenant à la famille des Eatoniellidae. L'espèce-type est Crassitoniella carinata.

## Liste d'espèces
Selon World Register of Marine Species (29 septembre 2017) :
- Crassitoniella carinata Ponder, 1965
- Crassitoniella erratica (May, 1913)
- Crassitoniella flammea (Frauenfeld, 1867)
- Crassitoniella thola (Ponder, 1965)